# Hashshashin
A Hashshashin (másképpen Hashishin, Hashashiyyin vagy Hashasheen egyesek szerint ebből a szóból ered az angol assassin kifejezés), a perzsa Ismā'īlī Shia Muszlimok Nizari ágának megnevezése volt a középkor folyamán. A Nizari, vagy Hashshashin, ahogy az ellenségeik nevezték őket, Isma'ili Fatimid Birodalomból váltak szét, követve vallási és politikai vezetőjüket Egyiptom Fatimid Kalifáját Ma'ad al-Mustansir Billah-t.

## Szófejtés
A felekezetük al-Da'wa al-Jadīda-nak nevezte magát (arabul:الدعوة الجديدة), ami az "Új Küldetés"-t jelentette, így ellentétben Fatimid "Öreg Küldetésével".